# Károly Bangi
Károly Bangi (4 agosto 1905 – ...) è stato un calciatore ungherese, di ruolo portiere.

## Carriera
Dopo avere militato nel FC Bastya di Seghedino, durante la stagione 1928-1929 giocò nel Ferencvaros, facendo da portiere di riserva in un'annata terminata al secondo posto in campionato e con la vittoria della Coppa Mitropa.
Successivamente si trasferì al Bocskay di Debrecen.